# Fritz Schuster
Fritz Schuster (* 19. April 1916 in Spiesermühle; † 14. April 1988 in Saarbrücken) war ein deutscher Politiker (DPS, CDU).

## Leben
Schuster besuchte die Grundschule in Kölln (heute Ortsteil von Köllerbach) und die Oberrealschule in Saarbrücken. Nach seiner Reifeprüfung im Jahr 1937 leistete er seine Arbeitspflicht beim Reichsarbeitsdienst und anschließend seine Wehrpflicht in der Wehrmacht ab. Er nahm als Soldat am Zweiten Weltkrieg teil und geriet im September 1944 in Kriegsgefangenschaft.
Nach seiner Entlassung aus der Gefangenschaft im September 1946 studierte er Rechtswissenschaften in Mainz. Sein erstes juristisches Staatsexamen legte er 1949 ab, sein zweites im Dezember 1952. Daraufhin war er kurzzeitig als Richter am Landgericht Saarbrücken tätig. 1954 wurde er als Rechtsanwalt zugelassen, von 1955 bis 1956 leitete er die Rechtsabteilung der Industrie- und Handelskammer des Saarlandes.
Er hat ein Ehrengrab auf dem Friedhof im Saarbrücker Stadtteil St. Johann.

## Politik
Schuster war zunächst Mitglied der Demokratischen Partei Saar (DPS), die nach dem Beitritt des Saarlandes zur Bundesrepublik Deutschland zum saarländischen Landesverband der FDP wurde. 1970 trat er zur CDU über. Vom 18. Dezember 1955 bis 2. Januar 1961 gehörte Fritz Schuster als Landtagsabgeordneter dem dritten Landtag des Saarlandes an. Vom 10. Januar bis 17. Dezember 1956 war er saarländischer Innenminister im Kabinett Ney, 1956 bis 1976 war Schuster Oberbürgermeister von Saarbrücken.